# Horvátország személykocsijai

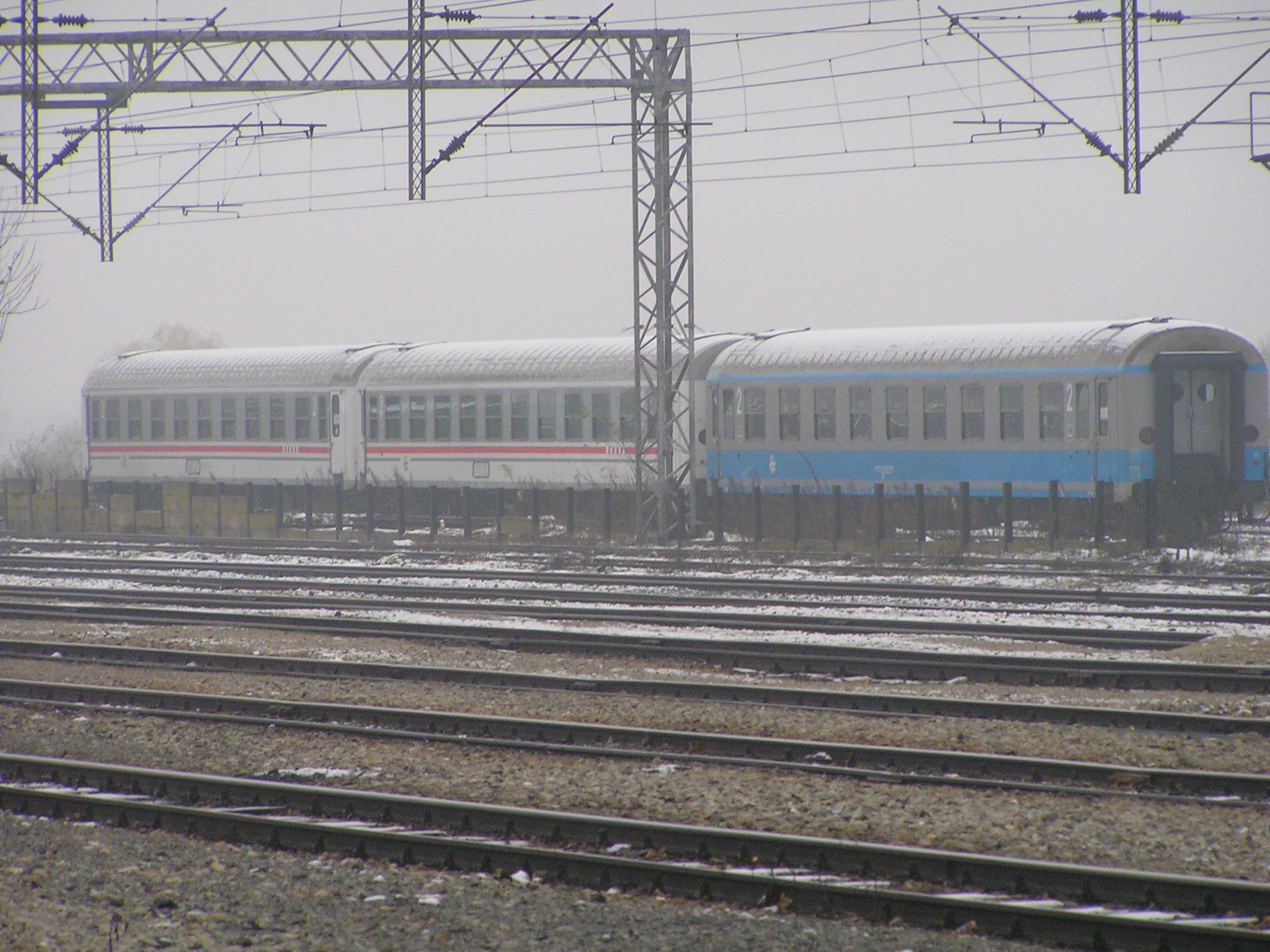
Három horvát személykocsi

A Horvát Vasutak állományában többféle személykocsi található.
Az alábbi lista a Horvát Vasutak jelzéseivel ellátott, Horvátországban üzemelő vagy üzemelt kocsisorozatokat sorolja fel.

## Személyvagonok
| Sorozat | Felhasználása    | Legnagyobb sebesség |
| Al      | személyszállítás | 160 km/h            |
| Aeelt   | személyszállítás | 160 km/h            |
| Aeelmt  | személyszállítás | 160 km/h            |
| ARI     | személyszállítás | 160 km/h            |
| Abl     | személyszállítás | 160 km/h            |
| Abeel   | személyszállítás | 160 km/h            |
| Baat    | személyszállítás | 160 km/h            |
| Bcl     | személyszállítás | 160 km/h            |
| Bee     | személyszállítás | 160 km/h            |
| Beel    | személyszállítás | 160 km/h            |
| Beelmt  | személyszállítás | 160 km/h            |
| Beelt   | személyszállítás | 160 km/h            |
| Beet    | személyszállítás | 160 km/h            |
| Bl      | személyszállítás | 160 km/h            |
| Bt      | személyszállítás | 120 km/h            |
| Dls     | személyszállítás | 120 km/h            |
| MDDlm   | személyszállítás | 120 km/h            |
| Post    | postakocsi       | 120 km/h            |
| WLee    | személyszállítás | 160 km/h            |
| WLl     | személyszállítás | 160 km/h            |
| WRee    | személyszállítás | 160 km/h            |
| WReelmt | személyszállítás | 160 km/h            |
| WRl     | személyszállítás | 160 km/h            |

## Fordítás
- Ez a szócikk részben vagy egészben  a(z)   Željeznički vagoni u Hrvatskoj című horvát Wikipédia-szócikk ezen változatának fordításán alapul.  Az eredeti cikk szerkesztőit annak laptörténete sorolja fel. Ez a jelzés csupán a megfogalmazás eredetét és a szerzői jogokat jelzi, nem szolgál a cikkben szereplő információk forrásmegjelöléseként.